# استپان آندریفسکی

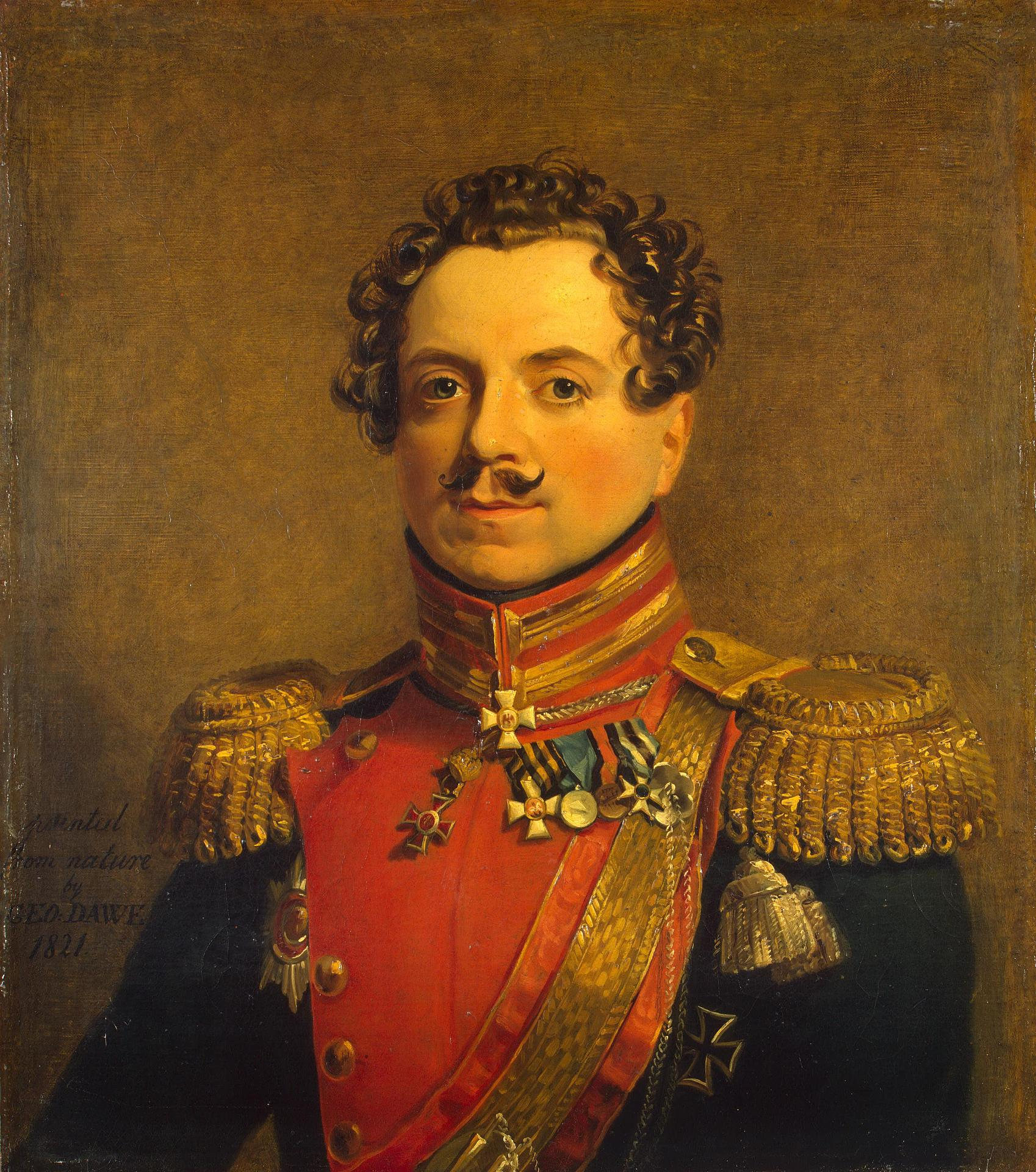
پرتره آندریفسکی توسط جورج داو (گالری نظامی، موزه ارمیتاژ)

استپان استپانویچ آندریفسکی (روسی: Степан Степанович Андреевский; ۹ ژوئیه [سبک قدیمی: ۲۸ ژوئن] ۱۷۸۲ - ۱ نوامبر [سبک قدیمی: ۱۹ اکتبر] ۱۸۴۳) فرمانده ارتش امپراتوری روسیه در جنگ‌های ناپلئونی و دارای درجه سرلشگری بود.

## زندگی
استپان آندریفسکی که در ۹ ژوئیه ۱۷۸۲ در خانواده ای اصیل به دنیا آمد، در ۱۲ ژوئیه ۱۷۹۹ به عنوان افسر در سواره نظام گارد، یعنی هنگ اسب گارد نجات، وارد ارتش شد. در مارس ۱۸۰۱ که به کرنت ارتقا یافت، در آسترلیتز جنگید. در ۹ دسامبر ۱۸۰۹ به درجه سرهنگ ارتقا یافت. او خود را در نبرد بورودینو و نبرد کراسنوی متمایز کرد. در طول لشگرکشی به آلمان در سال ۱۸۱۳ او در نبردهای باتزن، درسدن و کولم جنگید. او به دلیل شجاعت فراوان در این نبردها در ۵ سپتامبر ۱۸۱۳ به درجه سرلشگری ارتقا یافت. او همچنین به دلیل شجاعت خود در نبرد لایپزیگ و نبرد فر-شامپنواز چندین نشان خارجی دریافت کرد. در سال ۱۸۱۴، پس از نبرد پاریس، شمشیر طلایی به او اعطا شد که روی آن نوشته شده بود «برای اعمال شجاعت».
او در ۲۳ سپتامبر ۱۸۱۴ از ارتش بازنشسته شد اما در ۱۱ مارس ۱۸۱۹ بازگشت و به گارد لنسر متصل شد و هفت ماه بعد فرماندهی بریگاد ۲ لشکر اول اوهلان از اعلیحضرت امپراتور فیودورونا را به عهده گرفت. در ۳۰ آوریل ۱۸۲۱ او فرماندهی گارد لنسر و سپس در ۱۵ ژانویه ۱۸۲۷ تیپ دوم لشکر سواره نظام سبک گارد قرار گرفت. سرلشکر آندریفسکی در ۱۴ ژوئیه ۱۸۲۸ بازنشسته شد.